# Hyposmocoma bitincta
Hyposmocoma bitincta là một loài bướm đêm thuộc họ Cosmopterigidae. Nó là loài đặc hữu của Maui và is có thể also present on Kauai và Oahu.
Larvae have been được tìm thấy ở dead bark of Acacia koa.